# كالفين بال الثالث
كالفين بال الثالث (بالإنجليزية: Calvin Ball, III)‏ هو محاضر أمريكي، ولد في 2 سبتمبر 1975 في كاتونسفيل في الولايات المتحدة.